# Theo Helfrich
Theodor Helfrich (Frankfurt, Alemanha, 13 de maio de 1913 — Ludwigshafen, Alemanha, 29 de abril de 1978) foi um automobilista alemão que participou dos Grandes Prêmios da Alemanha de Fórmula 1 em: 1952, 1953 e 1954.